# Muhammad Rahim I.

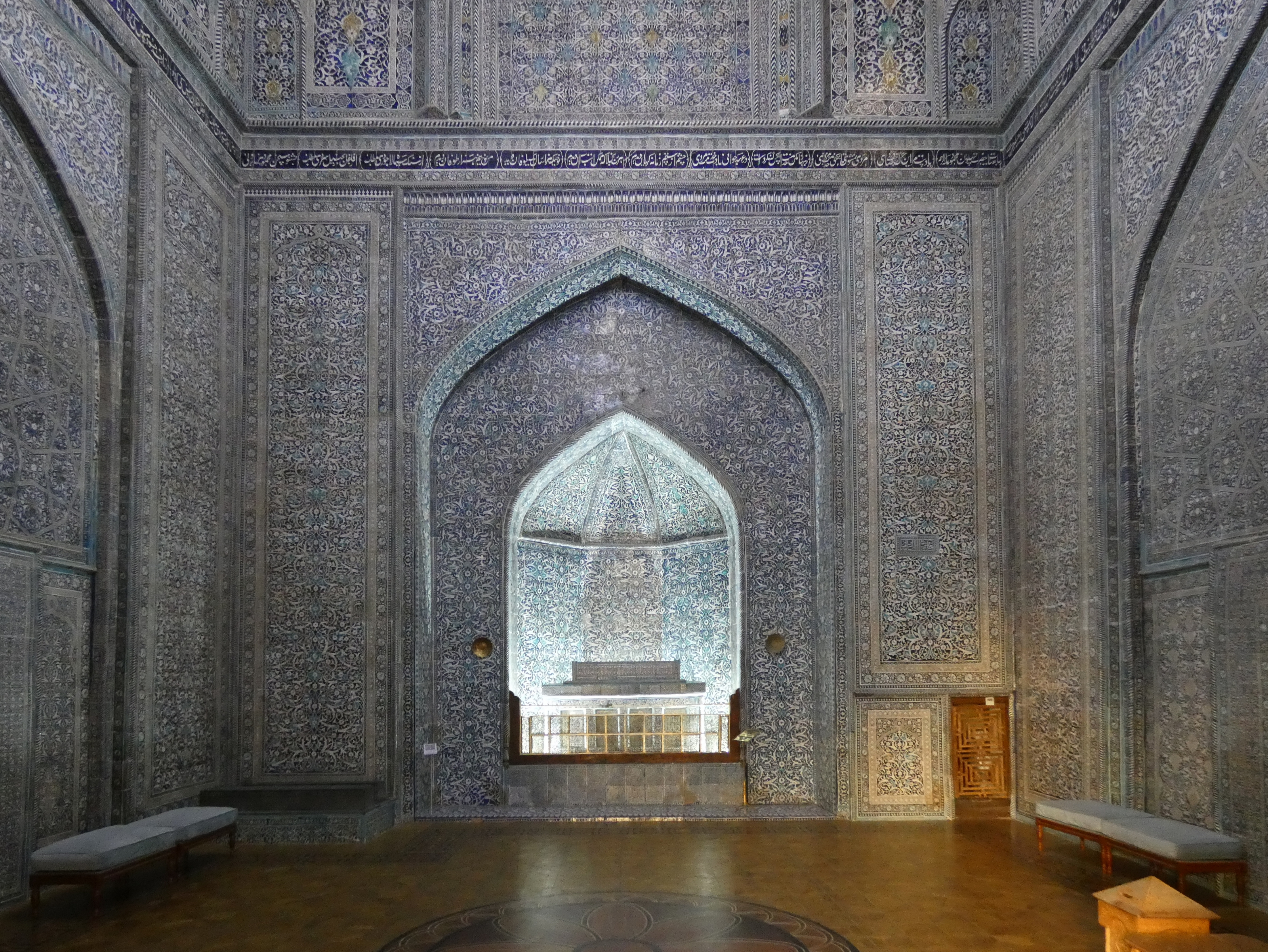
Der Sarkophag Muhammad Rahim I. in der Khanqah der Gedenkstätte Pahlawan Mahmud beziehungsweise der Nekropole der Khane Chiwas

Muhammad Rahim I. († 1825) war Khan des Khanats Chiwa und der jüngere Bruder seines Vorgängers Iltuzar. Seine Regierungszeit dauerte von 1806 bis 1825. Während dieser Zeit führte er unter anderem eine Steuerreform durch und führte Zollämter ein. In der Festung Konya Ark wurde der Münzhof errichtet, in welchem die Münzen des Staates geprägt wurden. Muhammad Rahim I. ließ auf der Grabstätte des Heiligen Pahlawan Mahmud im Zentrum der Altstadt Chiwas Ichan Qalʼа die Gedenkstätte Pahlawan Mahmud errichten, die zentraler Ort der Nekropole der Khane Chiwas werden sollte. Er selbst wurde in einer Wandnische der zentralen Khanqah in einem steinernen, mit Majolika verzierten Sarkophag bestattet.
Er unterdrückte diverse Rebellionen gegen seine Herrschaft und brachte 1811 das Gebiet am Aralsee wieder unter seine Kontrolle. Zudem drängte er die Bucharer weit zurück und eroberte 1822 sogar Merw, das dann bis 1843 zum Khanat gehörte. Fast jährlich fiel seine Armee entweder bei den Turkmenen und Persern oder in Buchara ein, plünderte das offene Land und siedelte die Bevölkerung mehr oder minder zwangsweise nach Choresm um. Besonders die kriegerischen Turkmenen wurden dabei massenhaft in die Armee integriert und mit Land zur Bewirtschaftung und mit Steuerfreiheiten belohnt.